# Hola (powiat włodawski)
Hola – wieś w Polsce położona w województwie lubelskim, w powiecie włodawskim, w gminie Stary Brus.
Wieś ekonomii brzeskiej w drugiej połowie XVII wieku.
W latach 1954–1958 wieś należała i była siedzibą władz gromady Hola, po jej zniesieniu w gromadzie Wołoskowola, a od 1969 r. w gromadzie Sosnowica. W latach 1975–1998 miejscowość należała administracyjnie do województwa chełmskiego.
Wieś jest sołectwem w gminie Stary Brus. Według Narodowego Spisu Powszechnego z roku 2011 wieś liczyła 115 mieszkańców.

## Części wsi
| SIMC    | Nazwa       | Rodzaj    |
| ------- | ----------- | --------- |
| 0108542 | Szmokotówka | część wsi |

## Historia
Pierwsze wzmianki o miejscowości pochodzą z roku 1588, kiedy to wymieniana jest jako siedziba parafii prawosławnej. W połowie XVI wieku do wsi należały grunty o powierzchni 44 włók (miary chełmińskiej). Ponadto znajdowała się karczma prowadzona przez Żyda. W 1700 r. podczas potopu szwedzkiego wieś doszczętnie spalono. W roku 1702 wybudowana została nowa cerkiew. Od 1709 r. prowadzono tu księgi parafialne, a od 1797 r. istniało tu bractwo cerkiewne partycypujące w utrzymaniu cerkwi. W 1875 r. parafię włączono do eparchii chełmsko-warszawskiej, od 1905 do eparchii chełmskiej. W roku 1893 parafia liczyła 1927 wiernych. 
W latach 1915–1924 cerkiew nie funkcjonowała. 25 września 1925 roku z inicjatywy bpa Henryka Przeździeckiego erygowano tu pierwszą na tym terenie parafię neounicką.
Wierni Kościoła rzymskokatolickiego należą do parafii Trójcy Świętej w Sosnowicy.

## Ważniejsze obiekty
We wsi znajdują się m.in.:
- cerkiew prawosławna poneounicka (początkowo pod wezwaniem św. Paraskiewy, obecnie św. Antoniego Pieczerskiego i św. Męczennicy Paraskiewy) — należąca do parafii w Horostycie
- Skansen Kultury Materialnej Chełmszczyzny i Podlasia w Holi
- cmentarz prawosławny z I poł. XIX w. (z kaplicą Opieki Matki Bożej z 1847)

## Galeria

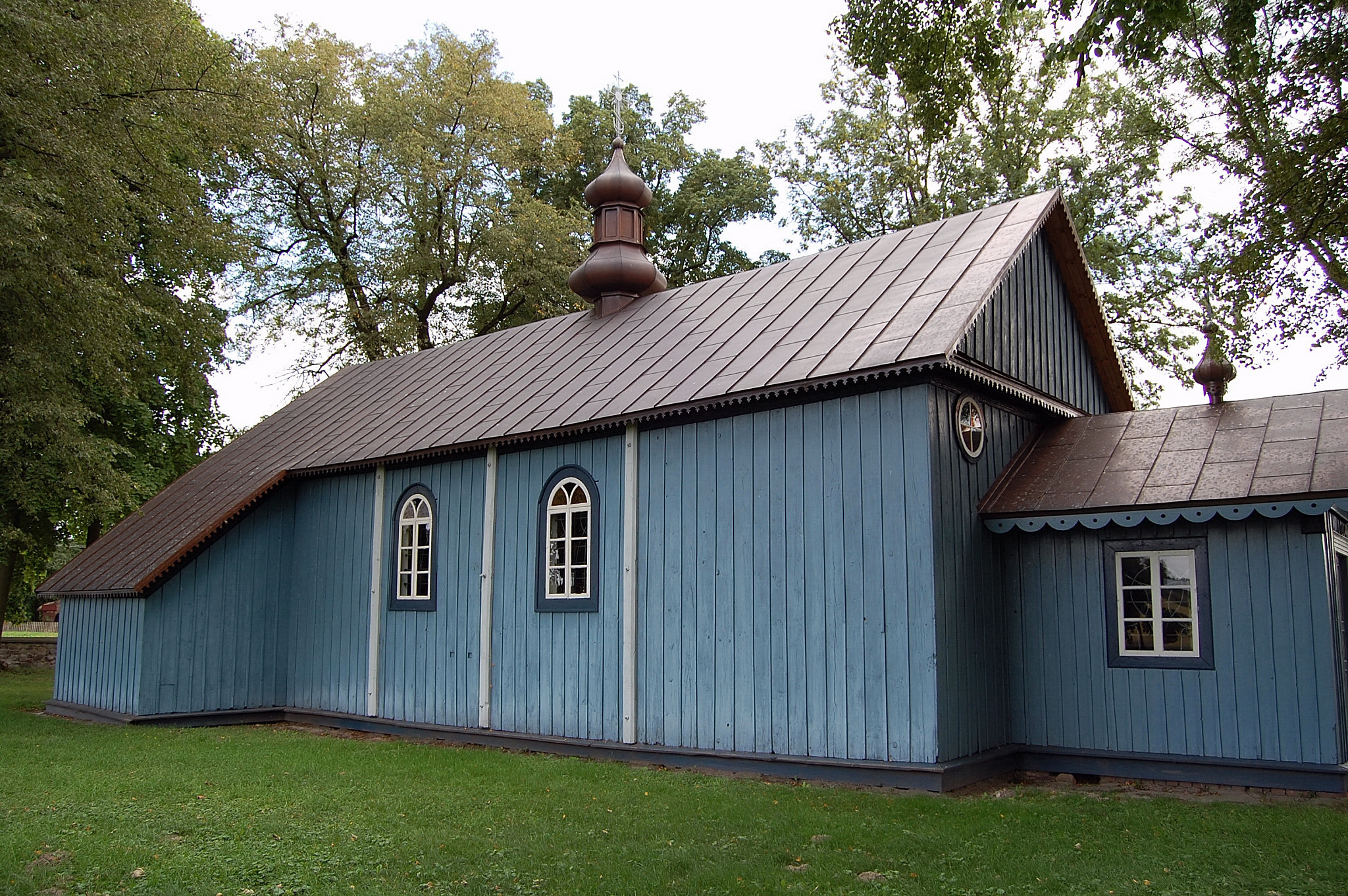
Cerkiew w Holi
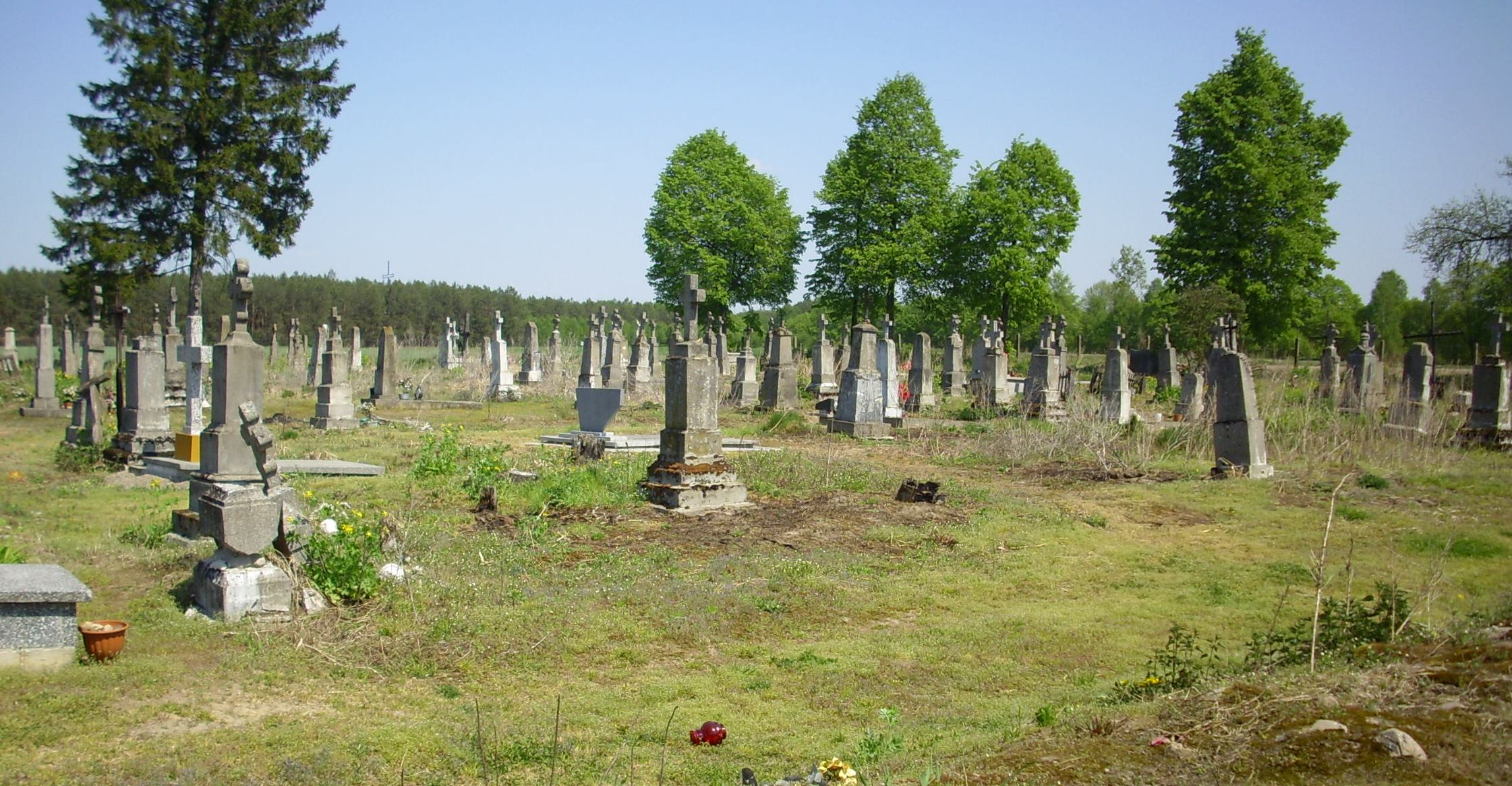
Cmentarz prawosławny w Holi